# Großer Auerberg
Großer Auerberg es una colina de 580 metros de alto, en el Harz oriental en el distrito de Mansfeld-Südharz en el estado de Sajonia-Anhalt parte del país europeo de Alemania.
El cerro tiene unos picos gemelos que alcanzan 580,4 m y 580,3 m de altura respectivamente, y que están separados por unos 500 metros de distancia. En el pico ligeramente más bajo, el Josephshöhe llamado ("Altura de José"), fue construida una cruz de 38 metros de altura Josephskreuz ("Cruz de José") que data del año 1896.